# 台灣建國應援團
台灣建國應援團（たいわんけんこくおうえんだん）とは、日本に存在する親台団体。台湾の独立を実現するための支援をすることを目的として大阪で結成された。台湾で活動することもあり、台湾現地で日本の国旗である日章旗や国旗に自衛隊旗として使われている旭日旗を掲げたことがある。副団長は田邊憲司・松井光彦。

## 活動
同じ、台湾独立派を支持する台湾研究フォーラムとは共闘関係がある（副団長の田邊憲司と台湾研究フォーラム会長の永山英樹は友人であり、田邊は研究フォーラムの会員でもある）
一方で、行動する保守運動とは距離を置いているアジア主義の右翼団体である神州蛇蝎の会の後援を受けて活動することもある。
台湾現地での台灣建國應援團の活動は台湾の新聞にも取り上げられたが、その際現地入りした田邊は6年間の入国禁止となった。